# Carl-Einar Gregmar
Carl-Einar Börje "Charlie" Gregmar, född 28 januari 1922 i Landskrona, död på samma ort 23 december 2001, var en svensk skådespelare.

## Filmografi
- 1942 – Jacobs stege
- 1944 – Fattiga riddare
- 1944 – Hets
- 1945 – Tre söner gick till flyget
- 1948 – De kämpade sig till frihet
- 1953 – Flickan från Backafall